# Specklinia
Specklinia là một chi thực vật có hoa trong họ Lan.